# خربة طانا
خربة طانا هي موقع أثري يقع في الضفة الغربية. تقع بالقرب من مستوطنة ميخورا الإسرائيلية.

## تحديد الكتاب المقدس
تم تحديد خربة طانا مع تاناث شيلوه (بالعبرية: תַּאֲנַת שִׁלֹה)، وهو مكان ذكر في الكتاب المقدس العبري كأحد المعالم على حدود سبط أفرايم. تم التعرف سابقًا على تاناث شيلو بأنها الموقع القريب لخربة طانا الفوقا، ولكن استنادا إلى أدلة أثرية، يبدو أن طانا هي المرشح الأكثر احتمالا.
يانون، التي يعتقد بعض علماء الآثار أنها موقع جانوها المذكور في الكتاب العبري، تقع في مكان قريب.

## علم الآثار
قد أجرى مسح للموقع بواسطة المسح القطري لتلال منسى ولم تجر أي عمليات حفر منظمة. ووثّق المسح بقايا مستوطنة متعددة الفترات اقتُرح تحديد هويتها مع بلدة تاناث شيلوه المذكورة في الكتاب المقدس، ومع مدينة ثينا المذكورة في عدة مصادر من العصر الروماني والبيزنطي.
```
يذكر 
اوسابيوس
 في كتابه أونوماستيكون (Onomasticon) مكانا يدعى ثينا على الطريق المؤدي إلى 
نهر الأردن
، على بعد حوالي 10 معالم شرق 
نابلس
. يصف 
بطليموس
 تينا بأنها مدينة في 
السامرة
.
[
5
]
```

غطت بقايا المدينة البيزنطية الرومانية مساحة أكثر من 100 دونم عبر القمة وأيضا على المنحدر شمالها. لا تزال الهوية العرقية لسكانها غير واضحة ؛ يعتقد أنهم كانوا من السامريين أو كان لديهم مزيج من السامريين والأعراق الأخرى.
```
تشمل البقايا الهامة في الموقع بنية عامة (ربما كنيس 
سامري
)، والعديد من الأنظمة تحت الأرض، وكهوف الدفن ونظام إمدادات المياه التي تعود أصولها إلى نبع عين الفقا. كما تم العثور على بقايا 
طريق روماني
 بالقرب من خربة طانا. يشير موقع العديد من المواقع القريبة من العصر الحديدي إلى أن الطريق يعود إلى عصور الكتاب المقدس.
[
3
]
```